# نیو تیکامست
نیو تیکامست (به انگلیسی: New Tecumseth) یک منطقهٔ مسکونی در کانادا است که در شهرستان سیمکو واقع شده‌است. نیو تیکامست ۳۴٬۲۴۲ نفر جمعیت دارد.